# 박카스 스타리그 2010
박카스 스타리그 2010(Bacchus Starleague 2010)는 온게임넷과 스포츠조선의 공동 주최로 이루어지는 이스포츠에서 가장 권위 있는 스타크래프트 개인전인 스타리그의 31번째 대회이며 2010년에 열린 3번째 스타리그이다. 이번 스타리그는 16강 조추첨식이 역대 스타리그 최초로 시행되는 스타리그이다.

## 대회 개요
- 스폰서 캐치프레이즈 : 당신의 진짜 피로회복제, 박카스!
- 리그 컨셉 : THE ORIGINALITY

## 후원
동아제약이 스타리그를 후원하는 것은 이번이 세 번째로, 지난 2008년부터 매년 박카스 스타리그를 진행해 왔다. 특히, 박카스 스타리그 2008에서는 ‘최종병기’ 이영호가 생애 첫 스타리그 우승을, 박카스 스타리그 2009에서는 ‘폭군’ 이제동이 골든마우스를 수상하는 감격을 안은 바 있다.
동아제약 마케팅 담당자는 “지난 시즌 박카스 스타리그에 E스포츠 팬들이 보내준 열띤 지지와 성원에 감사하다”며 “또 다시 스타리그를 후원하게 돼 매우 기쁘다. 스타리그 역사에 새로운 획을 그을 수 있는 리그가 되도록 아낌 없이 후원하겠다”고 밝혔다
.

### 대회 일정
- 오프라인 예선: 2010년 10월 29일
- 36강:2010년 11월 3일 ~ 2010년 11월 26일   (매주 수요일(1차전), 금요일(2차전) 7시 30분)
- 16강 조추첨식[2]:2010년 12월 3일
- 16강: 2010년 12월 8일~ 2010년 12월 26일
- 8강: 2010년 12월 31일 ~ 2011년 1월 7일
- 4강: 2011년 1월 14일 ~ 2011년 1월 21일
- 결승: 2011년 1월 29일

### 상금
- 상금규모 - 총 1억 800만원
- 우승 - 4000만원
- 준우승 - 2000만원
- 우승자, 준우승자를 제외한 시드자 2명부터 36강 진출자까지 차등 지급
  - 36강 1위 : 25만원 / 2위 : 15만원 / 3위 : 10만원
  - 16강 진출자 8명 : 1인당 200만원
  - 8강 진출자 4명 : 1인당 300만원
  - 시드자 2명 : 1인당 700만원

### 경기장
- 예선 - 용산 이스포츠 보조 경기장
- 본선 - 용산 이스포츠 상설 경기장
- 결승전 - 광주 염주종합체육관

## 맵
오프라인 예선
아즈텍,태풍의눈,이카루스
36강
36강 맵순서
- - 1경기:패스파인더[3]
  - 2경기:글레디에이터[4]
  - 3경기:아즈텍

16강
패스파인더, 글레디에이터, 아즈텍, 이카루스

## 리그 BGM
- 예선전 예고 :
- 예선전 조편성표 소개 :
- 예선전 오프닝 멘트 : Atreyu - Right Side of The Bed
- 예선전 클로징 멘트 : Soil Work - Rejection Role
- 36강 오프닝 : 30seconds to mars - Stranger In A Strange Land
- 16강 조추첨식 타이틀곡: Linkin Park - Wrectches And Kings
- 16강 타이틀곡: Linkin Park - Wrectches And Kings
- 오프닝 멘트 : Dead By Sunrise - Inside Of Me
- 최근 10경기 : Death Before Disco - Blink, Brake
- 경기시작전/경기종료후 : Death Before Disco - Moving is Easy
- 선수 소개 :  Hail the Villain - 16 Cradles
- Today Match:
- 맵소개 / 현재 조 상황 / Result / NextWeek : Zack Tempest - Loaded(제프 하디 WWE 시절 테마곡)
- 결승전 타이틀곡: Systemec - Skywind
- 결승전 선수입장: All That Remains - The Last Time
- 결승전 포토타임: Fighting With Wire - Every One Needs A Nemesis
- 결승전 엔딩곡: Daughtry - Home

## 스타리그 예선

### 조별 본선 진출자
지난 시즌 16강 탈락자 김정우의 은퇴로 36강 시드자 추가 선발까지 포함한, 25명을 예선에서 선발한다.
| A조    | B조    | C조    | D조    | E조    | F조    | G조    | H조    | I조    | J조    | K조    | L조    | M조    |
| ------ | ------ | ------ | ------ | ------ | ------ | ------ | ------ | ------ | ------ | ------ | ------ | ------ |
| 김윤환 | 박지수 | 박성균 | 조일장 | 이경민 | 정경두 | 조병세 | 고석현 | 우정호 | 이영한 | 한상봉 | 박준오 | 박수범 |
| N조    | O조    | P조    | Q조    | R조    | S조    | T조    | U조    | V조    | W조    | X조    | Y조    |        |
| 김대엽 | 전태양 | 한두열 | 박재영 | 장윤철 | 차명환 | 남승현 | 김현우 | 김동건 | 진영화 | 김상욱 | 김민철 |        |

## 추가 시드자 결정전 (A ~ Y 조 1위)
- 지난 시즌 16강 탈락자 김정우의 은퇴로 36강 시드전을 치른다.

### 32강전
| 32강전 | Match1 | Match1 | Match1 | Match1 | Match2 | Match2 | Match2 | Match2 |
| A      | 우정호 |        | 부전승 |        | 한상봉 | L      | 박준오 | W      |
| B      | 조병세 | L      | 고석현 | W      | 이경민 |        | 부전승 |        |
| C      | 박지수 |        | 부전승 |        | 정경두 | L      | 조일장 | W      |
| D      | 김윤환 | W      | 박성균 | L      | 이영한 |        | 부전승 |        |
| E      | 김민철 |        | 부전승 |        | 박재영 | L      | 진영화 | W      |
| F      | 박수범 | L      | 장윤철 | W      | 차명환 |        | 부전승 |        |
| G      | 김대엽 | L      | 김동건 | W      | 김상욱 | L      | 김현우 | W      |
| H      | 남승현 |        | 부전승 |        | 전태양 | W      | 한두열 | L      |

### 16강전 ~ 결승전
|  | 16강전 | 16강전 | 16강전 |        |        | 8강전  | 8강전 | 8강전 |  |  | 준결승전 | 준결승전 | 준결승전 |  |  | 결승전 | 결승전 | 결승전 |  |
|  |        |        |        |        |        |        |       |       |  |  |          |          |          |  |  |        |        |        |  |
|  | 우정호 | 우정호 | L      |        |        |        |       |       |  |  |          |          |          |  |  |        |        |        |  |
|  | 우정호 | 우정호 | L      |        |        |        |       |       |  |  |          |          |          |  |  |        |        |        |  |
|  | 박준오 | 박준오 | W      |        |        |        |       |       |  |  |          |          |          |  |  |        |        |        |  |
|  | 박준오 | 박준오 | W      |        | 박준오 | 박준오 | W     |       |  |  |          |          |          |  |  |        |        |        |  |
|  |        |        |        |        | 박준오 | 박준오 | W     |       |  |  |          |          |          |  |  |        |        |        |  |
|  |        |        | 이경민 | 이경민 | L      |        |       |       |  |  |          |          |          |  |  |        |        |        |  |
|  | 고석현 | 고석현 | 이경민 | 이경민 | L      | L      |       |       |  |  |          |          |          |  |  |        |        |        |  |
|  | 고석현 | 고석현 |        |        |        |        |       |       |  |  |          |          |          |  |  |        |        |        |  |
|  | 이경민 | 이경민 | W      |        |        |        |       |       |  |  |          |          |          |  |  |        |        |        |  |
|  | 이경민 | 이경민 | W      |        | 박준오 | 박준오 | L     |       |  |  |          |          |          |  |  |        |        |        |  |
|  |        |        |        |        |        |        |       |       |  |  |          |          |          |  |  |        |        |        |  |
|  |        |        | 김윤환 | 김윤환 | W      |        |       |       |  |  |          |          |          |  |  |        |        |        |  |
|  | 박지수 | 박지수 | 김윤환 | 김윤환 | W      | L      |       |       |  |  |          |          |          |  |  |        |        |        |  |
|  | 박지수 | 박지수 |        |        |        |        |       |       |  |  |          |          |          |  |  |        |        |        |  |
|  | 조일장 | 조일장 | W      |        |        |        |       |       |  |  |          |          |          |  |  |        |        |        |  |
|  | 조일장 | 조일장 | W      |        | 조일장 | 조일장 | L     |       |  |  |          |          |          |  |  |        |        |        |  |
|  |        |        |        |        | 조일장 | 조일장 | L     |       |  |  |          |          |          |  |  |        |        |        |  |
|  |        |        | 김윤환 | 김윤환 | W      |        |       |       |  |  |          |          |          |  |  |        |        |        |  |
|  | 김윤환 | 김윤환 | 김윤환 | 김윤환 | W      | W      |       |       |  |  |          |          |          |  |  |        |        |        |  |
|  | 김윤환 | 김윤환 |        |        |        |        |       |       |  |  |          |          |          |  |  |        |        |        |  |
|  | 이영한 | 이영한 | L      |        |        |        |       |       |  |  |          |          |          |  |  |        |        |        |  |
|  | 이영한 | 이영한 | L      |        | 김윤환 | 김윤환 | W     |       |  |  |          |          |          |  |  |        |        |        |  |
|  |        |        |        |        |        |        |       |       |  |  |          |          |          |  |  |        |        |        |  |
|  |        |        | 김동건 | 김동건 | L      |        |       |       |  |  |          |          |          |  |  |        |        |        |  |
|  | 김민철 | 김민철 | 김동건 | 김동건 | L      | W      |       |       |  |  |          |          |          |  |  |        |        |        |  |
|  | 김민철 | 김민철 |        |        |        |        |       |       |  |  |          |          |          |  |  |        |        |        |  |
|  | 진영화 | 진영화 | L      |        |        |        |       |       |  |  |          |          |          |  |  |        |        |        |  |
|  | 진영화 | 진영화 | L      |        | 김민철 | 김민철 | W     |       |  |  |          |          |          |  |  |        |        |        |  |
|  |        |        |        |        | 김민철 | 김민철 | W     |       |  |  |          |          |          |  |  |        |        |        |  |
|  |        |        | 장윤철 | 장윤철 | L      |        |       |       |  |  |          |          |          |  |  |        |        |        |  |
|  | 장윤철 | 장윤철 | 장윤철 | 장윤철 | L      | W      |       |       |  |  |          |          |          |  |  |        |        |        |  |
|  | 장윤철 | 장윤철 |        |        |        |        |       |       |  |  |          |          |          |  |  |        |        |        |  |
|  | 차명환 | 차명환 | L      |        |        |        |       |       |  |  |          |          |          |  |  |        |        |        |  |
|  | 차명환 | 차명환 | L      |        | 김민철 | 김민철 | L     |       |  |  |          |          |          |  |  |        |        |        |  |
|  |        |        |        |        |        |        |       |       |  |  |          |          |          |  |  |        |        |        |  |
|  |        |        | 김동건 | 김동건 | W      |        |       |       |  |  |          |          |          |  |  |        |        |        |  |
|  | 김동건 | 김동건 | 김동건 | 김동건 | W      | W      |       |       |  |  |          |          |          |  |  |        |        |        |  |
|  | 김동건 | 김동건 |        |        |        |        |       |       |  |  |          |          |          |  |  |        |        |        |  |
|  | 김현우 | 김현우 | L      |        |        |        |       |       |  |  |          |          |          |  |  |        |        |        |  |
|  | 김현우 | 김현우 | L      |        | 김동건 | 김동건 | W     |       |  |  |          |          |          |  |  |        |        |        |  |
|  |        |        |        |        | 김동건 | 김동건 | W     |       |  |  |          |          |          |  |  |        |        |        |  |
|  |        |        | 전태양 | 전태양 | L      |        |       |       |  |  |          |          |          |  |  |        |        |        |  |
|  | 남승현 | 남승현 | 전태양 | 전태양 | L      | L      |       |       |  |  |          |          |          |  |  |        |        |        |  |
|  | 남승현 | 남승현 |        |        |        |        |       |       |  |  |          |          |          |  |  |        |        |        |  |
|  | 전태양 | 전태양 | W      |        |        |        |       |       |  |  |          |          |          |  |  |        |        |        |  |

### 36강 시드자
지난 시즌 16강 진출에 성공했지만, 김정우를 제외한 4강 진출에 실패한 11명의 선수들과 추가 시드권 획득자가 36강 시드를 받게 된다.

## 진출자 목록

### 본선 진출자 분포
‘**’은 16강 시드 진출자이며, ‘*’은 36강 시드 진출자이다. 괄호로 묶은 부분은 시드 진출자 수/예선 진출자 수이다.
종족별 분포
- 저그(6/10): **이제동, *김성대, *김명운, *신동원, * 박재혁, *김윤환, 조일장, 한상봉, 이영한, 박준오, 고석현, 한두열, 김민철,

김상욱, 차명환, 김현우
- 토스(5/8): **송병구, **윤용태, *박세정, *김구현, *김택용, 우정호, 정경두, 이경민, 진영화, 박수범, 장윤철, 박재영, 김대엽
- 테란(5/6): **이영호, *신상문, *염보성, *구성훈, *정명훈, 박지수, 조병세, 박성균, 김동건, 남승현, 전태양

팀별 분포
- 하이트 (2/6) - *신상문, *신동원, 조병세, 이경민, 한두열, 진영화, 김상욱, 장윤철
- KT (2/5) - **이영호, *김성대, 박지수, 우정호, 박재영, 남승현, 김대엽
- SK텔레콤 (3/2) - *정명훈, *김택용, *박재혁, 한상봉, 정경두
- STX (2/3) - *김구현, *김윤환, 조일장, 김동건, 김현우
- 위메이드 (1/3) - *박세정, 이영한, 박성균, 전태양
- 화승 (2/1) - **이제동, *구성훈, 박준오
- 웅진 (2/1) - **윤용태, *김명운, 김민철
- MBC게임 (1/2) - *염보성, 고석현, 박수범
- 삼성전자 (1/1) - **송병구, 차명환
- 공군 (0/0)

## 36강
36강의 조 편성은 팀 배분을 우선하여 종족별 배분 등 여러 사항을 고려하여 추첨되었다. 예선을 진출한 선수들 두 선수끼리 매치 1에서 3전 2선승제로 대결한 후 승리한 선수가 지난 시즌 16강 리거와 매치 2의 경기를 붙어 이기는 선수가 16강에 진출한다.
| 조  | 매치 1 | 매치 1 | 매치 1 | 매치 1 | 매치 2 | 매치 2 | 매치 2 | 매치 2 |
| A조 | 우정호 | 1      | 박준오 | 2      | 염보성 | 2      | 박준오 | 1      |
| B조 | 조일장 | 0      | 박성균 | 2      | 김성대 | 0      | 박성균 | 2      |
| C조 | 박지수 | 1      | 박수범 | 2      | 김윤환 | 2      | 박수범 | 0      |
| D조 | 조병세 | 0      | 김현우 | 2      | 박세정 | 0      | 김현우 | 2      |
| E조 | 전태양 | 2      | 한두열 | 0      | 김구현 | 2      | 전태양 | 1      |
| F조 | 고석현 | 2      | 이경민 | 1      | 정명훈 | 2      | 고석현 | 0      |
| G조 | 장윤철 | 0      | 김민철 | 2      | 구성훈 | 2      | 김민철 | 0      |
| H조 | 차명환 | 0      | 정경두 | 2      | 신상문 | 0      | 정경두 | 2      |
| I조 | 진영화 | 2      | 김동건 | 1      | 박재혁 | 2      | 진영화 | 1      |
| J조 | 한상봉 | 2      | 박재영 | 1      | 신동원 | 2      | 한상봉 | 1      |
| K조 | 김대엽 | 1      | 김상욱 | 2      | 김명운 | 1      | 김상욱 | 2      |
| L조 | 이영한 | 2      | 남승현 | 0      | 김택용 | 0      | 이영한 | 2      |

## 16강

### 16강 조추첨방식
이번 스타리그부터는 16강 조배정을 추첨으로 뽑게 된다, 진출자 12명이 추첨을 통해 3개의 그룹으로 편성되는 1부와 시드자 4명이 추첨을 통해 조를 완성하는 2부로 나누어 진행된다. 1부에서는 36강 관문을 뚫고 올라온 A~L조까지 16강 진출자들이 차례로 등장, 추첨을 통해 세 그룹으로 나누어 지고 각 그룹은 4명으로 구성된다. 2부에서는 탑시드자가 결정한 조추첨 순서대로 시드자들이 1부에서 이루어진 3개의 그룹에서 각각 한 명씩 추첨, 4명으로 구성된 A~D조를 완성한다.
예시
- 1단계 : 36강을 통해 올라온 16강 진출자의 그룹 편성을 통한 추첨

1그룹 : A B C D
2그룹 : E F G H
3그룹 : I J K L

- 2단계 : 시드자가 3개의 그룹에서 각 1명씩 뽑음

1번 시드 W : D H L 선택

2번 시드 X : C G K 선택

3번 시드 Y : B F J 선택

4번 시드 Z : A E I 선택

### 본경기
16강 조추첨식에 따라 결정된 조에 따라서 한 선수가 한 경기씩 총 세 경기를 펼치게 되며, 한 조로 볼 때 총 여섯 경기를 치르게 된다.
| A조    | A조     | B조    | B조     | C조    | C조     | D조    | D조     |
| ------ | ------- | ------ | ------- | ------ | ------- | ------ | ------- |
| 이영호 | 1승 2패 | 이제동 | 1승 2패 | 송병구 | 2승 1패 | 윤용태 | 1승 2패 |
| 김구현 | 2승 1패 | 구성훈 | 2승 1패 | 박성균 | 2승 1패 | 신동원 | 1승 2패 |
| 정경두 | 0승 3패 | 김윤환 | 2승 1패 | 염보성 | 0승 3패 | 정명훈 | 2승 1패 |
| 박재혁 | 3승 0패 | 김상욱 | 1승 2패 | 이영한 | 2승 1패 | 김현우 | 2승 1패 |

### 재경기
상위/하위 3인의 승패가 동률인 경우에는 삼자재경기를 통해 올라갈 선수를 가리게 된다.
| C조    | C조     |
| ------ | ------- |
| 송병구 | 2승 0패 |
| 이영한 | 0승 2패 |
| 박성균 | 1승 1패 |

## 8강 ~
|  | 8강전  | 8강전  |        |   | 준결승전 | 준결승전 |  |  | 결승전 | 결승전 |
|  |        |        |        |   |          |          |  |  |        |        |
|  |        |        |        |   |          |          |  |  |        |        |
|  |        |        |        |   |          |          |  |  |        |        |
|  | 박재혁 | 0      |        |   |          |          |  |  |        |        |
|  | 박재혁 | 0      |        |   |          |          |  |  |        |        |
|  | 정명훈 | 2      |        |   |          |          |  |  |        |        |
|  | 정명훈 | 2      | 정명훈 | 3 |          |          |  |  |        |        |
|  |        |        | 정명훈 | 3 |          |          |  |  |        |        |
|  |        | 김윤환 | 2      |   |          |          |  |  |        |        |
|  | 김윤환 | 김윤환 | 2      | 2 |          |          |  |  |        |        |
|  | 김윤환 |        |        | 2 |          |          |  |  |        |        |
|  | 박성균 | 1      |        |   |          |          |  |  |        |        |
|  | 박성균 | 1      | 정명훈 | 3 |          |          |  |  |        |        |
|  |        |        | 정명훈 | 3 |          |          |  |  |        |        |
|  |        | 송병구 | 0      |   |          |          |  |  |        |        |
|  | 김현우 | 송병구 | 0      | 2 |          |          |  |  |        |        |
|  | 김현우 |        |        | 2 |          |          |  |  |        |        |
|  | 김구현 | 1      |        |   |          |          |  |  |        |        |
|  | 김구현 | 1      | 김현우 | 0 |          |          |  |  |        |        |
|  |        |        | 김현우 | 0 |          |          |  |  |        |        |
|  |        | 송병구 | 3      |   |          |          |  |  |        |        |
|  | 구성훈 | 송병구 | 3      | 1 |          |          |  |  |        |        |
|  | 구성훈 |        |        | 1 |          |          |  |  |        |        |
|  | 송병구 | 2      |        |   |          |          |  |  |        |        |
|  | 송병구 | 2      |        |   |          |          |  |  |        |        |

## 우승
| 박카스 스타리그 2010 우승 |
| ------------------------- |
| 정명훈 (첫 번째 우승)     |

## 대회 결과
우승:정명훈, 준우승:송병구, 4강:김윤환, 김현우

## 특이사항
- 이번 스타리그부터 공식 트위터를 개설하였다.(@thestarleague)
- 우승자/준우승자 징크스 발생 (리쌍 둘 다 16강 탈락)
- 스타리그 방송 사상 최초로 16강에서 시드권자가 자신의 조편성에 영향을 줄 수 있는 조지명식이 아닌,순수 확률에 의한(복불복) 추천방식인 조추첨식을 채택했다.
  - 스타리그 사상 최초의 조추첨 방식은 2000 하나로통신 투니버스 스타리그부터 2001 SKY 온게임넷 스타리그까지 사용하였으나 이때는 방송하지 않았다.
- 역대 스타리그 16강중 가장 많은 팀전이 성사되었다.
- 해설진들의 중계장소 변경&중계위치를 대폭 변경하였다.
- 스타리그 최초로 저그 대 저그 전이 무승부되었다. (36강 김명운 대 김상욱 )
- 다음의 SNS인 요즘으로 작성한 선수들의 경기 각오가 등장하였다.
- 16강 5회차 경기시작 시간이 대한민국 e스포츠 대상 시상식 관계로 오후 1시로 변경되었다.
- 디펜딩 챔피언 이영호와 준우승자 이제동이 16강에서 모두 탈락하는 수모를 당했다. 이로서 리쌍 (이제동, 이영호)이 16강에서 동시에 탈락하는 최악의 굴욕을 맛보며 크리스마스의 악몽을 경험했다.
- 정명훈이 택뱅(김택용, 송병구)을 상대로 5전제에서 3:0으로 승리한 선수가 되었다.(BATOO 스타리그 08~09 4강 & 박카스 스타리그 2010 결승)
- 8강 A조와 C조는 각각 T1,STX 팀전이 성사되었다.
- 역대 스타리그 사상 최초로 결승전 리매치가 성사되었다. (인크루트 스타리그 2008 결승전 정명훈 vs 송병구)
- 송병구 스타리그 역대 최다 결승진출한 프로토스 기록 (4회 결승 진출)
- 결승전에 초대 게스트로 홍진호가 등장하였다.
- 정명훈 개인 첫 개인리그 우승, 송병구는 임요환에 이어 두번째로 온게임넷 스타리그 3회 준우승 달성.
- 이번 스타리그의 종료 직후 홍진호가 은퇴를 선언하였으므로, 이로써 스타크래프트1에서 콩라인으로 불리던 선수들은 다음 시즌인 진에어 스타리그 2011 이후부터는 더 이상 존재하지 않게 되었다.
- SK텔레콤 T1에서는 신한은행 스타리그 2005 (최연성) 이후 무려 5년 만에 온게임넷 스타리그 우승자를 배출하였다. 우승자: (정명훈)
- 스타리그 사상 최초 미디어데이 개최 - 2011년 1월 26일.
- 결승전 현장에서 백혈병으로 투병 중인 우정호에게 보낼 헌혈증을 기부하도록 따로 장소를 배치하였다.
- 결승전 초대가수 : 레인보우.